# Малая Василевка
Малая Василевка (укр. Мала Василівка) — село, относится к Любашёвскому району Одесской области Украины.
Население по переписи 2001 года составляло 302 человека. Почтовый индекс — 66560. Телефонный код — 4864. Занимает площадь 2,023 км². Код КОАТУУ — 5123382901.

## Местный совет
66563, Одесская обл., Любашёвский р-н, с. Малая Василевка